# Juhan Kukk
Juhan (Johann) Kukk (ur. 13 kwietnia 1885, zm. 4 grudnia 1942) – estoński polityk.

## Życiorys
Był ministrem finansów (1918–1920) oraz przemysłu i handlu (1920–1921). W latach 1921–1922 sprawował urząd przewodniczącego Riigikogu, w którym zasiadał od 1920 do 1926. Wcześniej był członkiem konstytuanty Estonii (Asutav Kogu), a także parlamentu (Maapäev) i rządu (Maavalitsus) Autonomicznej Guberni Estońskiej. W latach 1922–1923 pełnił funkcję starszego państwa (ówczesny tytuł głowy państwa i szefa rządu). Od 1922 do 1924 zajmował stanowisko dyrektora Banku Estonii.
W 1920 został odznaczony estońskim Krzyżem Wolności I klasy.
W 1940 aresztowało go NKWD. Zmarł w obozie pracy Kargopollag w obwodzie archangielskim.